# Hendrik van den Bergh
Hendrik Johan van den Bergh, Spitzname Lang Hendrik auch Long Hendrik (* 27. November 1914 in Vredefort; † 16. August 1997 in Bronkhorstspruit) war ein südafrikanischer Polizeioffizier und Chef des South African Bureau for State Security.

## Jugend und Ausbildung
Hendrik van den Bergh wuchs in einer burischen Farmerfamilie auf. Er blieb den dort weit verbreiteten Ansichten sein Leben lang verbunden und vertrat mit seinem Handeln extrem konservative Positionen des burischen Nationalismus.
Van den Bergh ging in Vredefort zur High School und erwarb hier 1933 sein Matric. Danach trat er in den Dienst der südafrikanischen Polizeikräfte, wo er 1934 als Constable seine Polizeikarriere begann.

## Politische Entwicklung und Berufsleben
Während des Zweiten Weltkriegs kam er mit Balthazar Johannes Vorster und anderen Nationalisten in der profaschistisch orientierten Organisation Ossewabrandwag in Verbindung. Beide waren unter den damaligen Kriegsrechtsbestimmungen in Südafrika interniert, da sie zu den Kriegsalliierten eine extreme Kontraposition bezogen hatten. Van den Bergh und Premierminister Vorster verband eine enge Freundschaft und gemeinsame politische Sichtweisen, beispielsweise zur Rolle der Polizei in der Gesellschaft und dass der Liberalismus in Südafrika ein Vorläufer des Kommunismus sei.
Vorläuferstrukturen innerhalb der Polizei (SAP) zum Zwecke nachrichtendienstlicher Aufgaben begannen sich seit etwa 1947 herauszubilden, als eine Gruppe südafrikanischer Polizeimitarbeiter zu Studien nach London entsandt worden, um da in der Special Branch der britischen Polizei Unterweisungen zu erhalten. Es entstand zu dieser Zeit eine halbautonome Sicherheitsabteilung (Security Branch) innerhalb der südafrikanischen Polizeistrukturen. Kaum war Vorster 1961 Justizminister geworden, veranlasste er die Versetzung von Van den Bergh aus der Kriminalabteilung (Criminal Investigation Division, CID) zur Security Branch, die sich mit politischen Delikten befasste.
Zusammen waren sie die federführenden Akteure beim zielgerichteten Aufbau der Sicherheitspolizei, einer Abteilung in der südafrikanischen Polizei. Im Januar 1963 wurde Van den Bergh durch den damaligen Justizminister Vorster zum Leiter der Security Branch (deutsch: Sicherheitsabteilung) vorgeschlagen. Dieser übernahm das Amt am 14. Januar 1963. Zwischen 1960 und 1966 stieg hier die Mitarbeiterzahl auf das Sechsfache.
Zu Beginn der 1960er Jahre leitete Van den Bergh die Ermittlungen gegen die Beschuldigten des Rivonia-Prozesses. Um die Arbeit von Van den Bergh zu erleichtern, führte Vorster 1963 den sogenannten Ninety-days Act (deutsch: 90-Tage-Gesetz) ein, der im Parlament eine Mehrheit erhielt. Das Gesetz trat am 1. Mai in Kraft. Nun war es höheren Polizeidienstgraden in der  Security Branch möglich, Menschen ohne richterlichen Beschluss und Untersuchung, nur auf Verdacht hin bzw. zu Vernehmungszwecken wegen Delikten mit politischem Charakter bis zu 90 Tage lang zu inhaftieren. Eine mehrmalige Anwendung dieser Maßnahme bei derselben Person war zulässig. Das Gesetz war bis zum 11. Januar 1965 in Kraft und wurde u. a. durch den strengeren Criminal Procedure Amendment Act 1965 ersetzt.
Als Vorster 1966 nach dem Tode von Verwoerd Chef der Parlamentsfraktion der Nasionale Party und damit automatisch die Funktion des Premierministers übernahm, veranlasste er eine Kabinettsumbildung und sicherte sich dabei selbst den Vorsitz im ebenfalls neu gebildeten Kabinettsausschuss für Polizei (Cabinet Portfolio of Police), das sich auch mit dem Vorschlag zur Errichtung eines neuen Sicherheitsdienstes befasste, der künftig Informationen für die Polizei und für das Militär sammeln sollte. Im Ergebnis dieser sicherheitspolitischen Machtkonzentration fiel die Entscheidung, eine zentrale sicherheitsdienstliche Behörde zu errichten. Hendrik van den Bergh sollte nun zum Commissioner of Police ernannt werden. Er erhielt jedoch im Verlauf dieses Strukturwandels den Auftrag zum Aufbau dieses neuen Geheimdienstes, der dem Premierminister direkt unterstellt war. Damit begannen die Vorbereitungen für das spätere South African Bureau for State Security (BOSS).
Im April 1968 weilte Van den Bergh zusammen mit Brigadier P. J. Tiny Venter in London, um über die sich dort konzentrierenden Aktivitäten von Anti-Apartheid-Organisationen Informationen einzuholen.
Im ersten Quartal des Jahres 1969 kam es zur Errichtung des South African Bureau for State Security (BOSS). Es war zunächst geheim gehalten worden, dass Generalleutnant Van den Bergh der Leiter dieser neuen Sicherheitsbehörde wurde. Nun gelangte Van den Bergh auf die Höhe seiner polizeilichen Macht. Das Budget für geheime Aufgaben im direkten Zuständigkeitsbereich des Premierministers stieg an, zugleich sanken die veranschlagten Ausgaben für den militärischen Geheimdienst drastisch, was zu einer Verstimmung im Bereich der Streitkräfte führte. Diese Kompetenzverschiebung kennzeichnete das neue Zentrum der südafrikanischen Nachrichtendienstarchitektur. Es verblieb auch eine Sicherheitsabteilung in der Polizeistruktur unter Leitung von General J. P. Gous. Im Mai 1969 wurde BOSS aus der Kontrollzuständigkeit der Kommission für den öffentlichen Dienst herausgenommen. Die section 10 des General Law Amendment Act (Act No. 101/1969) definierte „Sicherheitsangelegenheiten“ (security matters) undifferenziert als jeden Sachverhalt in Verbindung mit der Sicherheit des Landes. Diese Bestimmung führte dazu, dass in der Öffentlichkeit keine Informationen über BOSS und Van den Bergh verbreitet werden durften. Auf diese Weise wurde Van den Bergh immer mehr zu einer „unbekannten“ Führungsperson des Sicherheitsapparates.
Unter Van den Bergh war die Arbeit des BOSS stark vollzugsorientiert und von der Tagespolitik ideologisch beeinflusst. Der von Van den Bergh maßgeblich geprägte Kurs von BOSS erzeugte auch innerhalb der südafrikanischen Sicherheitsbehörden Spannungen. Eine Folge davon war der Rücktritt von General Venter als Chef der SAP-Sicherheitsabteilung Ende April 1974. Als Gründe wurden dafür Verstimmungen zwischen ihm und Van den Bergh angegeben, weil BOSS aus der Sicherheitspolizei Mitarbeiter abgeworben hatte.
Das Ende der Karriere von Hendrik van den Bergh kam 1979 und ist mit dem Informationsskandal (Muldergate-Affäre) verbunden gewesen. Vorster war deswegen schon am 29. September 1978 als Premierminister zurückgetreten. Weitere Dinge kamen an die Öffentlichkeit und Vorster trat im Juni 1979 vom Amt des Staatspräsidenten zurück. In der Folge dieser Ereignisse verlor Van den Bergh die Leitung von BOSS, da er nach Erkenntnissen der Erasmus-Kommission in die Affäre tief verwickelt war. Der Bericht eines speziellen Auditors zu den BOSS-Beteiligungen am Informationsskandal hatte 1978 zunächst keine finanziellen Unregelmäßigkeiten ergeben. Die Erasmus-Kommission bewies jedoch, dass dieser Bericht falsche Angaben enthielt und unter dem Druck von Van den Bergh zustande gekommen sei.
Der Sicherheitsdienst wurde auf Initiative von Pieter Willem Botha aufgelöst und einige seiner Aufgaben mittels der Übergangskonstruktion des Department of National Security (DONS) in das National Intelligence Service (NIS) übergeleitet.
Niel Barnard musste sich als mittelbarer Amtsnachfolger von Van den Bergh mit der Aufarbeitung der Muldergate-Affäre befassen. Um die inzwischen angeschlagene Reputation des südafrikanischen Staatsapparates wiederherzustellen und die immer stärker auseinanderlaufenden Interessen der Geheimdienste des Landes zu bündeln, leitete er eine umfassende Reform des nachrichtendienstlichen Sektors in die Wege.

## Positionen
Die Kritik liberaler und linker Opponenten am Apartheidregime wurde aus dem Kreise der burischen Nationalisten als zu bekämpfende „schwarze und rote Gefahr“ empfunden. Van den Bergh brandmarkte mit seinen autoritären Ansichten solche Proteste als „moralische und spirituelle Sabotage“ der Regierungspolitik.

## Meinungen über Hendrik van den Bergh
Allister Sparks beschreibt in seinem Buch Morgen ist ein anderes Land Van den Bergh als einen Polizeiführer, der die von Vorster ins Parlament eingebrachten drakonischen Gesetze mit „rücksichtloser Effizienz“ umsetzte. Er sei der Mann „für das Grobe“ gewesen. Apartheidgegner konnten unter seiner Leitung spurlos verschwinden, in Einzelzellen interniert, verhört und gefoltert werden. Niemand als Van den Bergh soll größeren Anteil an der Zerschlagung des Widerstandes gegen das südafrikanische Regime in den 1960er und 1970er Jahren gehabt haben.
Hendrik van den Bergh erhielt während der ersten Hälfte der 1960er Jahre eine Ausbildung zu Verhör- und vermutlich auch Foltertechniken in Frankreich. Diese Feststellung findet sich im Bericht der Wahrheits- und Versöhnungskommission.
Helen Suzman bezeichnete Van den Bergh als „South Africa’s own Heinrich Himmler“ (deutsch: „Südafrikas eigener Heinrich Himmler“), weil er in rücksichtsloser Weise alle Bedrohungen für die Regierung einstellen ließ und dem ihm unterstellten Sicherheitsapparat durch die Hinzuziehung gut ausgebildeter Spezialisten eine prägnante Vollkommenheit verlieh.

## Publikationen über Hendrik van den Bergh
- Alan D. Elsdon: The tall assassin: the darkest political murders of the old South Africa. Umuzi, Roggebaai 2009 ISBN 978-1-4152-0080-3 (copac: bibliographischer Nachweis.), englisch
- Aram Yardumian, Alan Elsdon: A Well of Conspiracy. Interview vom 11. Mai 2013, online auf www.timesquotidian.com (englisch)
- Alan D. Elsdon, Anne-Marie Mischke: Die lang generaal: die duistere politieke sluipmoorde van die ou Suid-Afrika. Umuzi, Roggebaai 2009 ISBN 978-1-4152-0092-6 (Bibliotheek Zuid-Afrikahuis: bibliographischer Nachweis.), afrikaans
- Kobus du Pisani: Die “sluipmoordenaar” en die “patriot”: Hendrik van den Bergh, John Vorster, John Harris en die Johannesburgse stasiebom, 24 Julie 1964. In: Litnet Akademies: 'n Joernaal vir die Geesteswetenskappe, Natuurwetenskappe, Regte en Godsdienswetenskappe, Stellenbosch, Vol. 12, Nr. 2 (August 2015), S. 149–171 ISSN 1995-5928